# Зазор Липпмана
Зазор Липпмана (англ. Lippmann gap) — придуманный С. Хантингтоном термин, описывающий несоответствие между мощью государства (обычно военной) и взятыми на себя международными обязательствами; это несоответствие в применении к США было в 1940-х годах исследовано У. Липпманом, отсюда и название:
|                  | an agreement has eventually to be reached when men admit that they must pay for what they want and that they must want only what they are willing to pay for |  | должно быть достигнуто согласие, при котором народы призна́ют, что за желаемое приходится платить, и что они должны желать лишь того, за что они готовы заплатить |  |
| У. Липпман, 1943 | |  | |  |

Позиция самого Липпмана в течение 1930-х годов сменилась от изоляционизма к реализму под воздействием усиления Германии. В 1943 году он опубликовал книгу «Внешняя политика США», в которой использовал понятие «кредитоспособности» в отношении внешней политики государства. Нация «кредитоспособна», когда её «активы» (мощь) превышают «пассивы» (обязательства) «с комфортабельными резервами избыточной мощи». По состоянию на это время, Липпман считал, что США были некредитоспособны со времени основания и до 1823 года, затем были кредитоспособны с 1824 года по 1898 год. С момента захвата Филиппин США вновь стали некредитоспособными, что, по мнению Липпмана, и стало одной из причин второй мировой войны. Нежелание признать последствия проявления новых зарубежных обязательств привело к внешней политике, основанной на цепочке «миражей»: «мир», «разоружение», «коллективная безопасность», «никаких обременяющих союзов». Липпман считал, что новый послевоенный баланс должен быть построен на более крепкой почве: подавляющей мощи США, союзе с Францией и Великобританией и быстром восстановлении Германии и Японии с превращением их в союзников.
По мнению Хантигтона, план сработал: США вышли из второй мировой войны как кредитоспособное государство; это состояние продолжалось 25 лет до конца 1960-х годов, когда быстрое развитие противников США в сочетании с внутриполитическими проблемами привели к одновременному расширению обязательств и сокращению мощи. Хантигтон отмечает, что после вьетнамской войны американские президенты избегали закрытия зазора путём сокращения обязательств. Вместо этого, они либо возлагали дополнительную нагрузку на союзников, заключали с СССР договора о сокращении вооружений, либо увеличивали расходы на оборону (Рейган). По мнению Г. Хастедта (англ. Glenn P. Hastedt), зазор сохранился и после окончания «холодной войны».
Липпман считал, что для политика корректная установка пределов, за которыми страна не будет вмешиваться, не менее важно, чем убеждение нации в том, что безопасность не может быть обеспечена за счёт изоляционизма. Нападение Японии было спровоцировано не политикой изоляционизма, а тем, что взяв на себя ответственность за 40 % суши, США не подкрепили свои обязательства пропорциональным расширением военной мощи. Так, захват Филиппин не был подкреплён ни военно-морским превосходством на западе Тихого океана, ни адекватными сухопутными силами. По Липпману, любой мессианизм, в том числе понятия «американского века» и «коллективной безопасности», провоцирует игнорирование пределов и потому столь же опасен, как и изоляционизм. США должны вести войну не для того, чтобы изменить глобальную политику, а с целью обезопасить себя от претендентов на мировое господство на по возможности более длительный период.